# جشن بزرگ (فیلم ۲۰۱۶)
جشن بزرگ یا جشن باشکوه (به انگلیسی: Grand celebration) فیلمی هندی محصول سال ۲۰۱۶ و به کارگردانی سریکانت ادالا است. در این فیلم بازیگرانی همچون ماهش بابو، کجال آگاروال، سامانتا روت پرابو، پرانیتا سوبهاش، رواتهی، سارانیا پونوانان، نثار، سایاجی شینده، روهینی هاتانگادی، موکش ریشی و آوانتیکا ونداناپو ایفای نقش کرده‌اند.